# Zamkowo
Zamkowo (niem. Samkowen) – część wsi Zyndaki w Polsce, położona w województwie warmińsko-mazurskim, w powiecie mrągowskim, w gminie Sorkwity.
W latach 1975–1998 Zamkowo znajdowało się w województwie olsztyńskim.